# John Herety
John P. Herety (Cheshire, 8 de março de 1958) é um ex-ciclista britânico, profissional de 1982 até o ano de 1987.
Representou o Reino Unido nos Jogos Olímpicos de 1980, em Moscou, alcançado a vigésima primeira posição na prova de estrada individual. É o atual treinador da equipe de ciclismo JLT-Condor.

## Vida pessoal
Herety casou-se com Margaret (nascida Swinnerton) no inverno de 1983 e tem uma filha chamada Georgia. Margaret é uma irmã de Paul, Catherine e Bernadette, todos ex-ciclistas internacionais.